# Julio César Cortés
Julio César Cortés (Montevideo, 29 marzo 1941 – San José, 24 luglio 2025) è stato un allenatore di calcio e calciatore uruguaiano, di ruolo centrocampista.

## Carriera
Nella stagione 1974 venne ingaggiato dai L.A. Aztecs, neonata franchigia della NASL, con cui, dopo aver vinto la Western Division, giunse a disputare la finale del torneo, giocata da titolare e vinta ai rigori contro i Miami Toros.

## Palmarès

### Giocatore

#### Competizioni nazionali
- Campionato uruguaiano: 4

Peñarol: 1958, 1959, 1967, 1968
- Campionato NASL: 1

Los Angeles Aztecs:1974

#### Competizioni internazionali
- Coppa Libertadores: 1

Peñarol: 1966
- Coppa Intercontinentale: 1

Peñarol: 1966
- Supercoppa dei Campioni Intercontinentali: 1

Peñarol: 1969

### Allenatore

#### Club

##### Competizioni nazionali
- Campionato guatemalteco: 1

Deportivo Suchitepéquez: 1983
- Coppa del Guatemala: 2

Juventud Retalteca: 1984-1985
Deportivo Jalapa: 2005

#### Nazionale
- Coppa centroamericana: 1

Guatemala: Honduras 2001